# Палац Косельських (Віньківці)
Палац Косельських — мешкальна будівля у містечку Віньківцях.

## Відомості
Містечко Віньківці розташоване в гористій місцевості на р. Калюсик на Поділлі. Раніше належало шляхтичам Стареховським (Стажеховським), Тишкевичам, Гумецьким. Спадкоємці Яна Онуфрія Орловського продали Віньківці хорунжому белзькому — Гнату Черкасу. Після 1863 року Кароль Косельський (пол. Karol Kosielski) вибудував у Віньківцях палац у «волоському стилі», який був однією з найкращих резиденцій в околицях.
Архітектор палацу не відомий, з 19 ст. залишилися два малюнки Наполеона Орди.
Палац був закладений на узгір'ї, головний фасад палацу був дворівневий, а тильний — трирівневий. Нижній поверх становила аркадова галерея з терасами наверху. Посередині тераси знаходився ґанок з чотирма колонами, поєднаних угорі аркадами. На цих аркадах спиралася верхня менша тераса. З ґанку до парку вели двобігові сходи. Дах палацу був плоским.